# Karlowitztraktaten
Karlowitztraktaten blev undertegnet den 26. januar 1699 i Sremski Karlovci (en by i det nuværende Serbien) som afslutning på Den store tyrkiske krig 1683-1697, hvor den osmanniske side var blevet besejret i slaget ved Zenta. Traktaten markerer afslutningen på den osmanniske kontrol over store dele af Centraleuropa og begyndelsen på det Osmanniske Riges stagnationsfase. Med traktaten etablerede det Habsburgske monarki sig som den dominerende magt i Central- og Sydøsteuropa.
Efter en to-måneders forhandlinger mellem det Osmanniske Rige og Den hellige liga, en koalition af Det Tysk-romerske Rige, Den polsk-litauiske realunion, Republikken Venedig og Zar-rusland, blev en traktat undertegnet den 26. januar 1699. Det Habsburgske monarki fik kontrol over de osmanniske provinser Egir og Varad samt meget af Budin-provinsen, de nordlige dele af Temeşvar-provinsen og dele af Bosnien-provinsen.
Fyrstendømmet Transsylvanien forblev nominelt uafhængigt, men blev udlagt direkte styre af østrigske guvernører.
Venedig sikrede de meste af Dalmatien og Morea (Peloponneshalvøen i det sydlige Grækenland). Polen-Litauen fik igen kontrollen over Podolien, mens Osmannerne bevarede kontrollen over Beograd.
Der var ikke enighed om Den hellige grav, selv om det blev diskuteret i Karlowitz. Traktaten afsluttede ikke krigen mellem Osmannerriget og Rusland, der først blev afsluttet ved Konstantinopeltraktaten i 1700.
- Politisk situation efter Karlowitztraktaten
- Polen-litauen efter Karlowitztraktaten